# Guitar Queer-o
Guitar Queer-o is de 166e aflevering (#1113) en de dertiende aflevering van het elfde seizoen van de Amerikaanse animatieserie South Park. Deze aflevering werd in Amerika voor het eerst uitgezonden op 7 november 2007 op Comedy Central.

## Verhaal
Stan en Kyle zijn geobsedeerd door het spel Guitar Hero en scoren samen veel punten. Als een manager een bezoek aan de jongens brengt, confronteert hij Stan al snel met een dilemma: hij kan alleen succesvol worden als hij een andere partner dan Kyle zoekt. Stan gaat akkoord en dankzij de manager komt hij vervolgens in contact met Thad, die zijn gitaar "akoestisch" kan bespelen (het enige wat hij doet is gekleurde knoppen indruken, maar het publiek vindt het geweldig). De manager stoomt ze klaar voor een poging een score van 1 miljoen punten te bereiken.
Stan lijkt echter onder de druk te bezwijken en maakt kennis met het spel "Heroin Hero", een simpel spelletje, maar Stan raakt er al snel verslaafd aan. Stan stopt de samenwerking met Thad en behaalt tijdens de recordpoging een belabberde score. Hij ontdekt dat hij het spel leuk vond omdat hij zo graag het spel met Kyle speelde, niet om hoge scores te halen. Hij biedt zijn excuses aan bij Kyle, die bij de lokale bowlingbaan Guitar Hero speelt. Samen weten ze de mijlpaal van 1 miljoen punten te bereiken, waarna op het beeld verschijnt: "You Are Fags!". Stan en Kyle stoppen en de aflevering eindigt als Cartman en Butters plaatsnemen achter de Xbox.

## Culturele verwijzingen
- De titel is een parodie op Guitar Hero. "Queer" is een term die onder andere homoseksualiteit omvat.
- Guitar Hero is een PlayStation 2, Wii, en Xbox 360-spel, waarbij spelers punten kunnen scoren door muziek te maken met een bijgeleverd gitaartje.
- Een van de nummers die in de aflevering te horen zijn is Carry on wayward son van Kansas.
- Het spel Heroin Hero bestaat uit het achtervolgen van een draakje, dat je echter nooit te pakken zult krijgen. In het Engels wordt de uitdrukking Chasing the dragon gebruikt voor een bepaalde manier van drugs inhaleren - in het Nederlands staat deze term bekend als "Chinezen".